# Ольпа

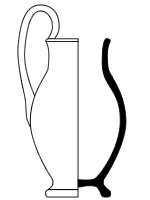
Ольпа. Схема

Ольпа (др.-греч. ὄλπη) — древнегреческий кувшин для хранения благовонных масел и вина. Считается разновидностью ойнохои, но, в отличие от неё, имеет меньший размер, «высокий венец и свешивающуюся вниз закраину».
Ольпа, как и ойнохоя, имеет петлеобразную ручку, обычно невысокую. Ольпа и ойнохоя использовались в архаическую и классическую эпоху. В позднюю, эллинистическую эпоху, по материалам раскопок В. Д. Блаватского в Северном Причерноморье, эти типы сосудов уступили место лагиносу.

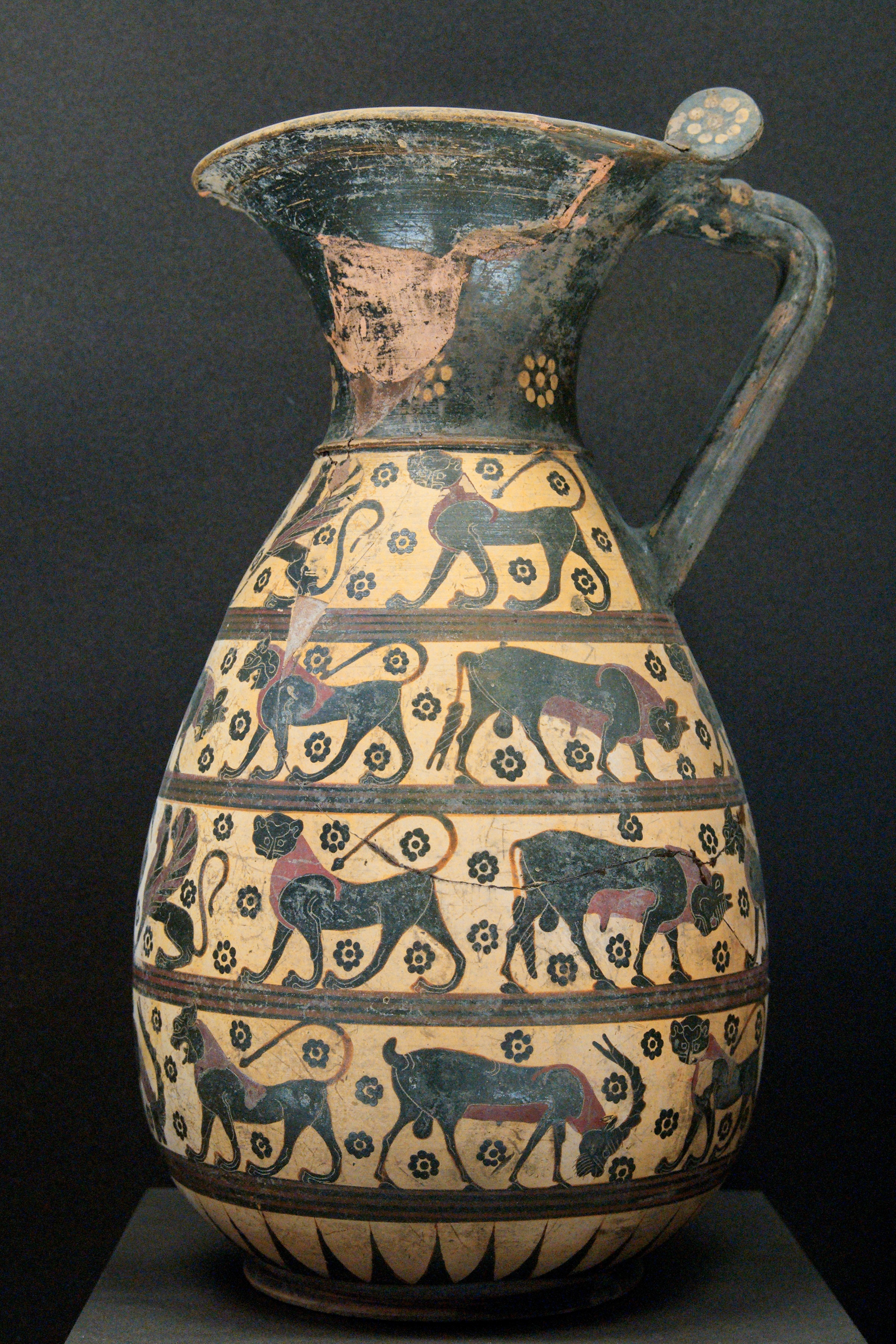
Протокоринфская ольпа с изображением зверей и сфинксов. 640–630 гг. до н. э. Коринф. Лувр, Париж
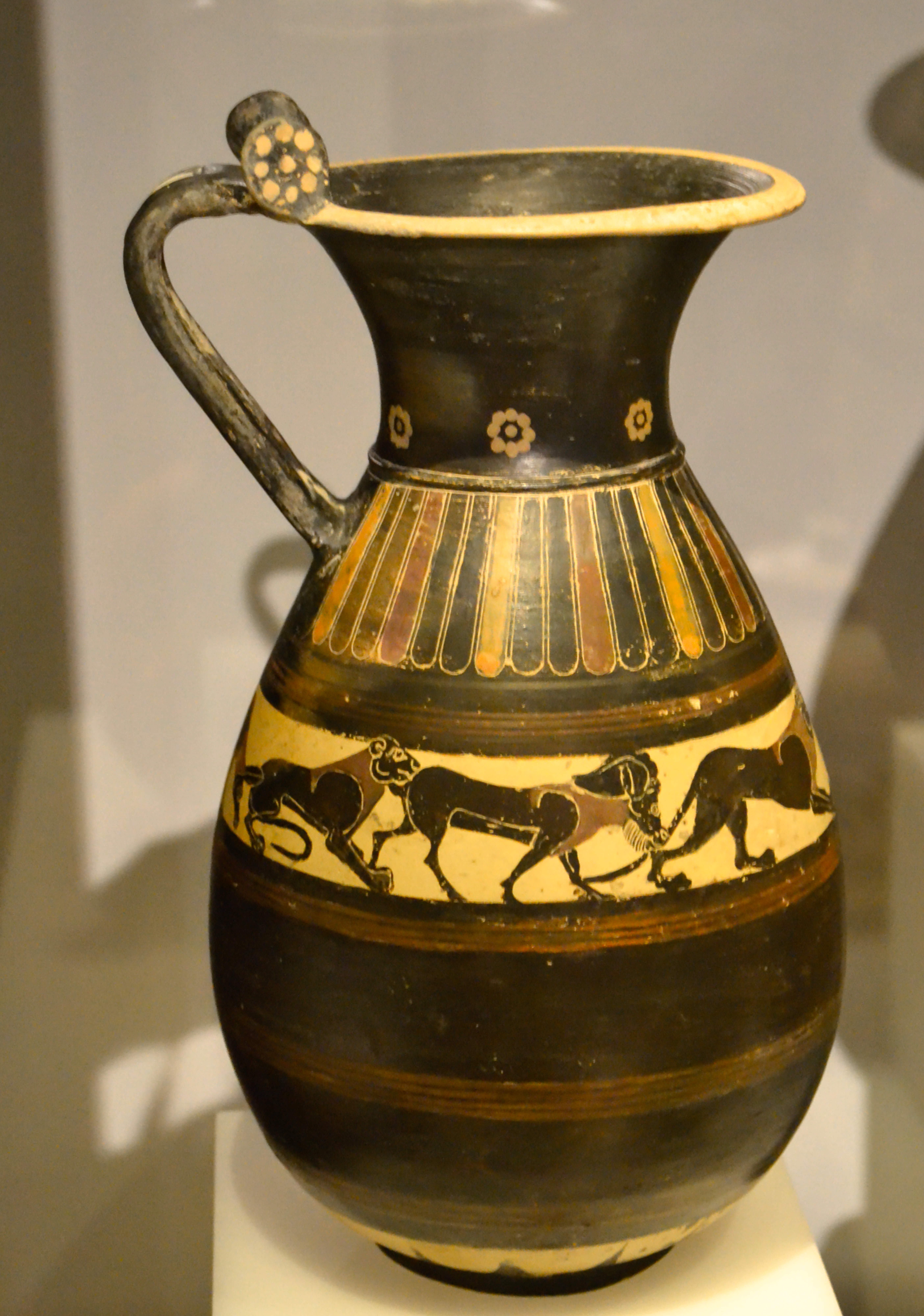
Коринфская ольпа с чёрнофигурной росписью «ориентализирующего стиля». Национальный археологический музей, Мадрид
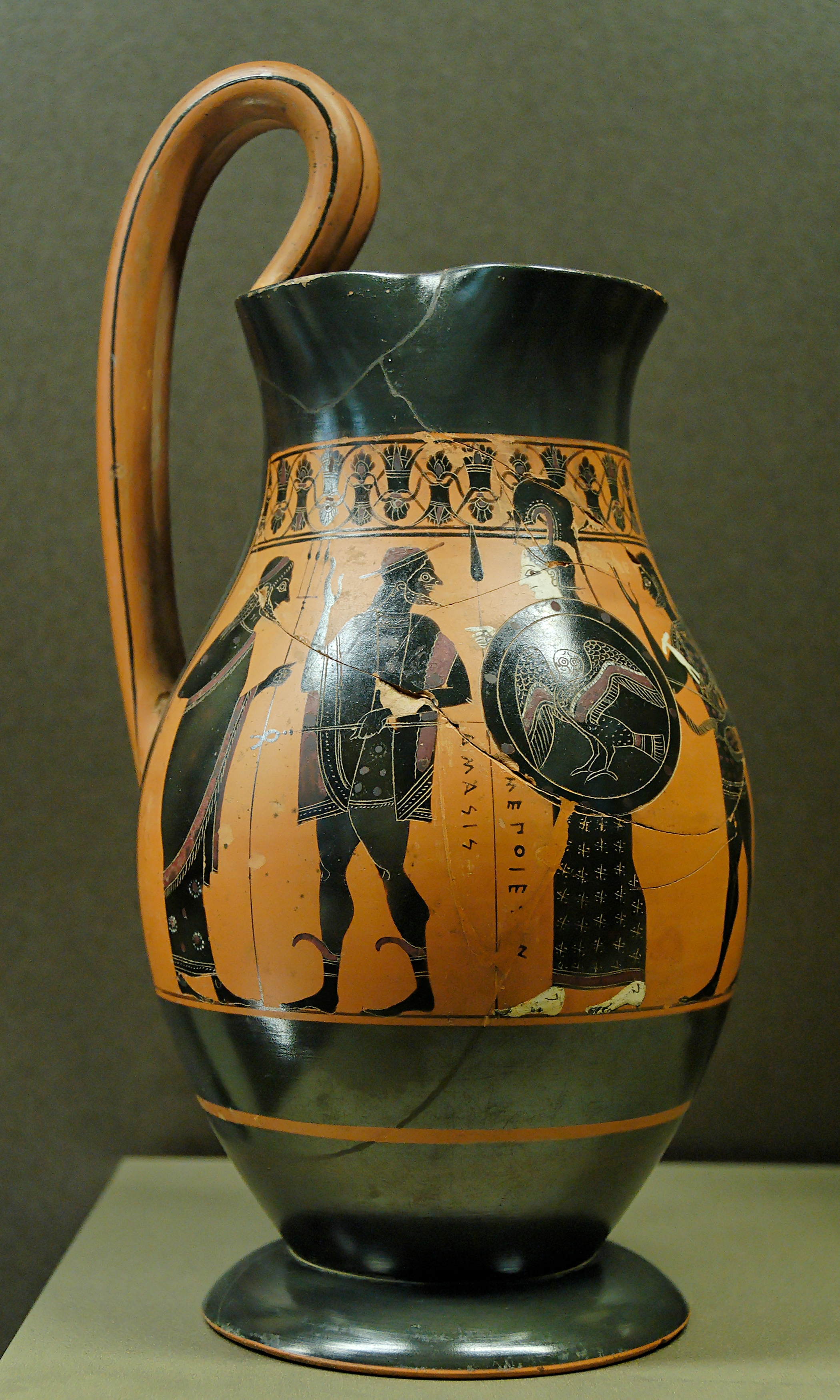
Аттическая чёрнофигурная ольпа. «Геракл входит на Олимп с Посейдоном, Гермесом и Афиной». Ок. 540 г. до н. э. Гончар — Амасис, вазописец — Амасис. Лувр, Париж
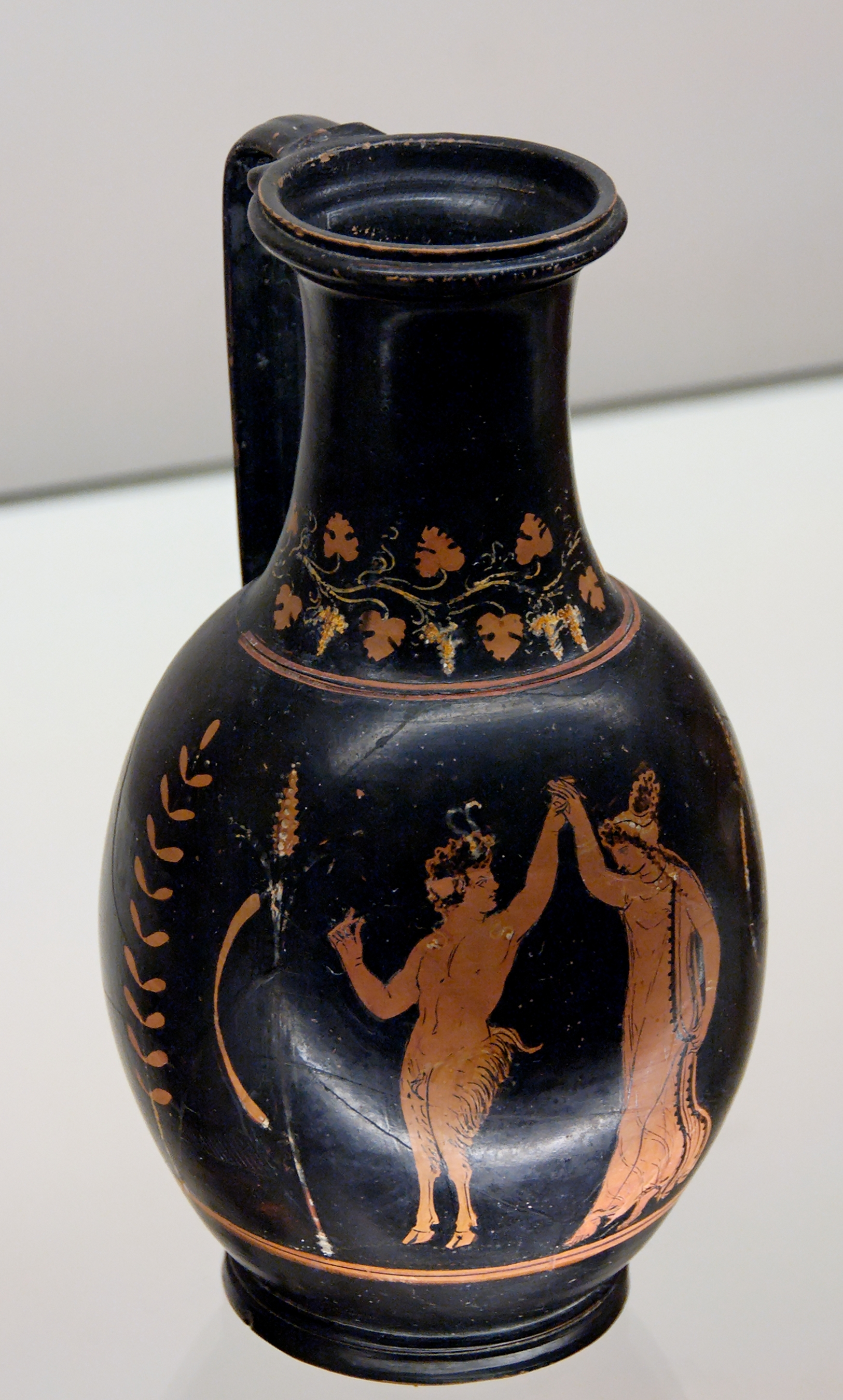
Ольпа. «Вазописец ада». Молодой Пан и танцующая менада Британский музей, Лондон
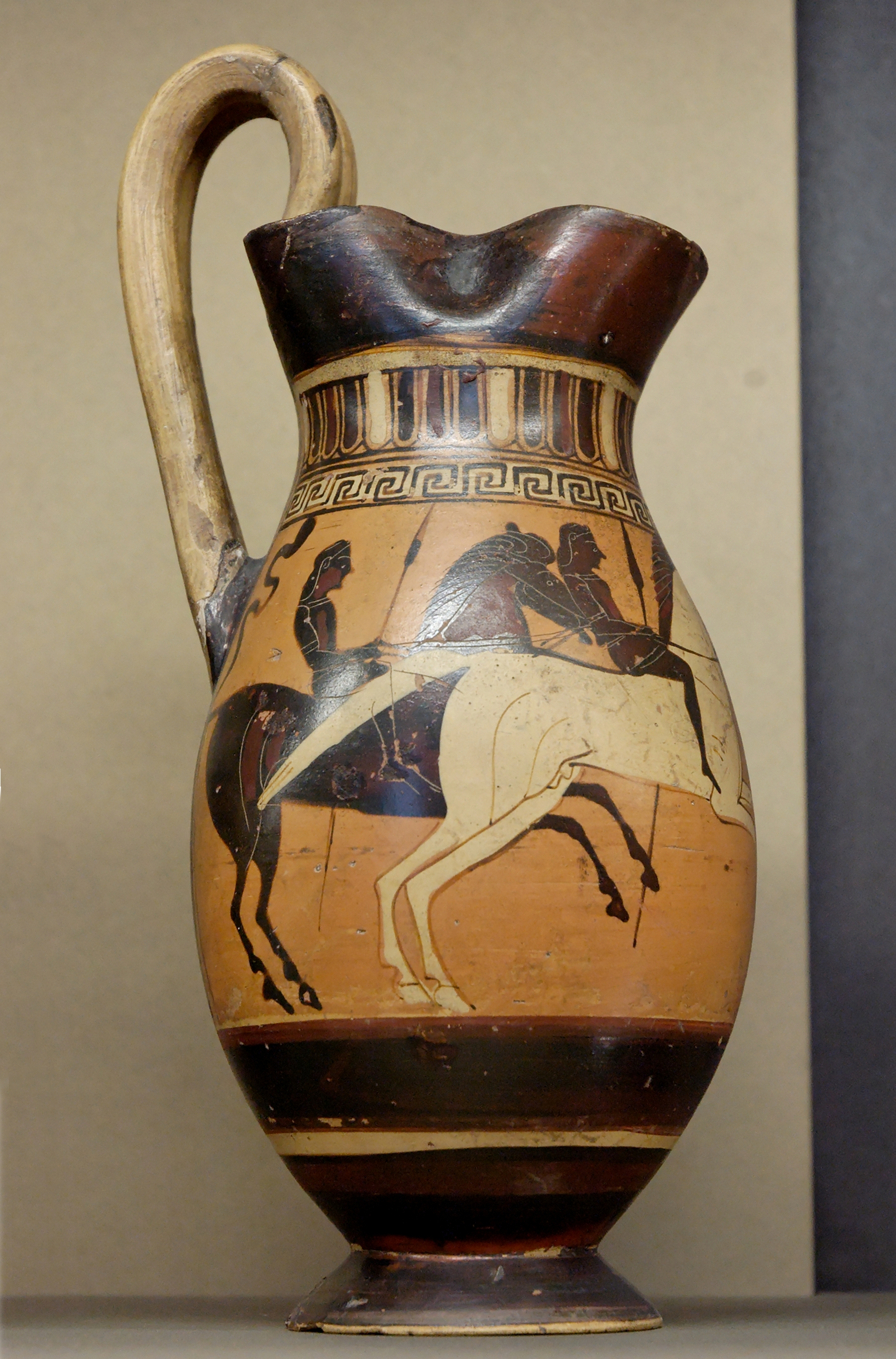
Ольпа коринфского стиля. 575—550 гг. до н. э. Лувр, Париж
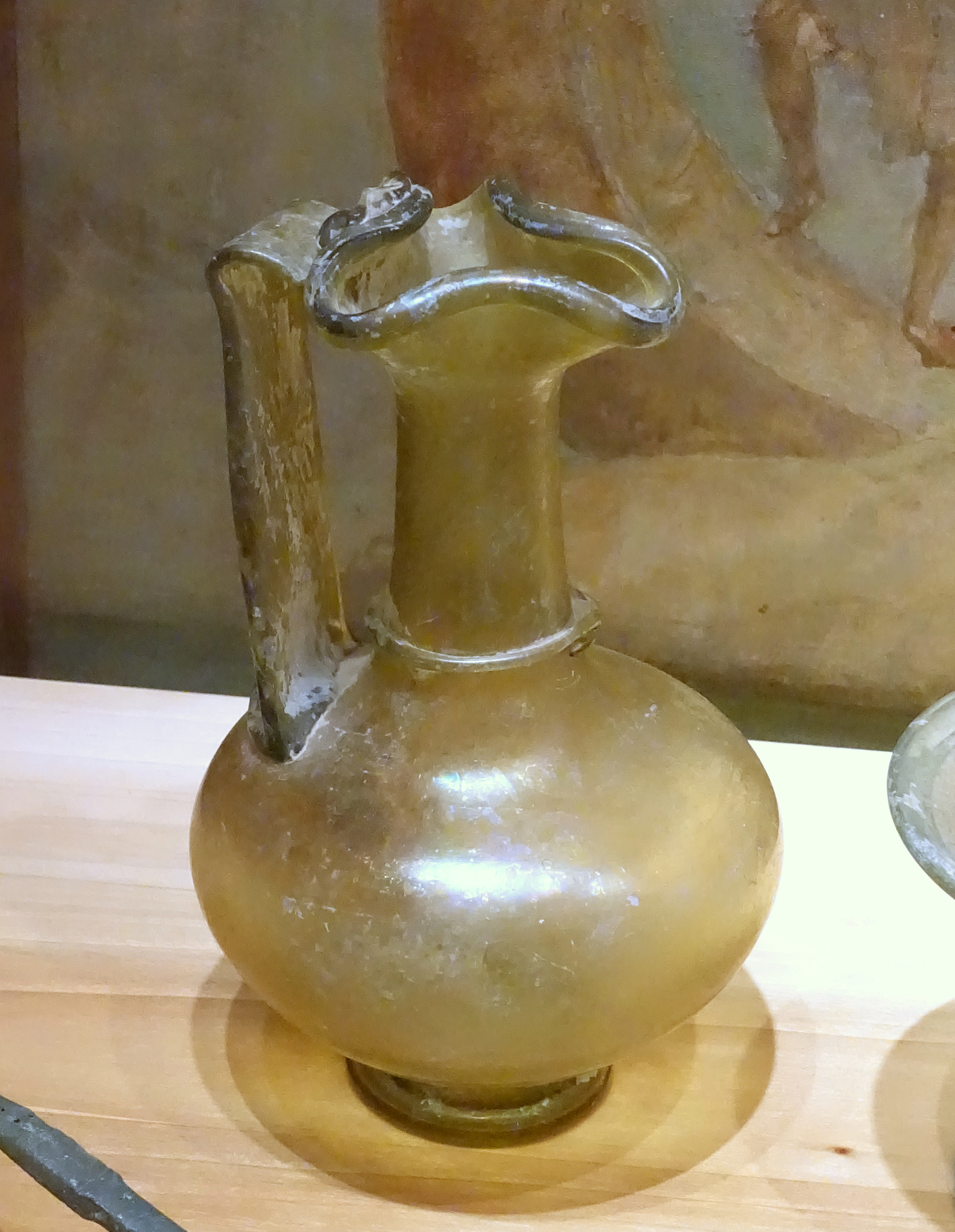
Римская ольпа. I—IV в. н. э. Стекло. Сперлок музей, Иллинойс, США